# Stýlos
Stýlos (en grec moderne : Στύλος) est un village de Crète, en Grèce. Il se situe dans le district régional de la Canée, à environ 25 kilomètres au sud-est de La Canée. Selon le recensement de 2001, Stýlos compte 309 habitants. Le village est traversé par la rivière Koiliaris. De plus, de nombreuses sources jaillissent dans et autour du village, procurant au village une fraicheur relative, y compris l'été. Une usine d'embouteillage de la marque Samaria est implantée à Stýlos.

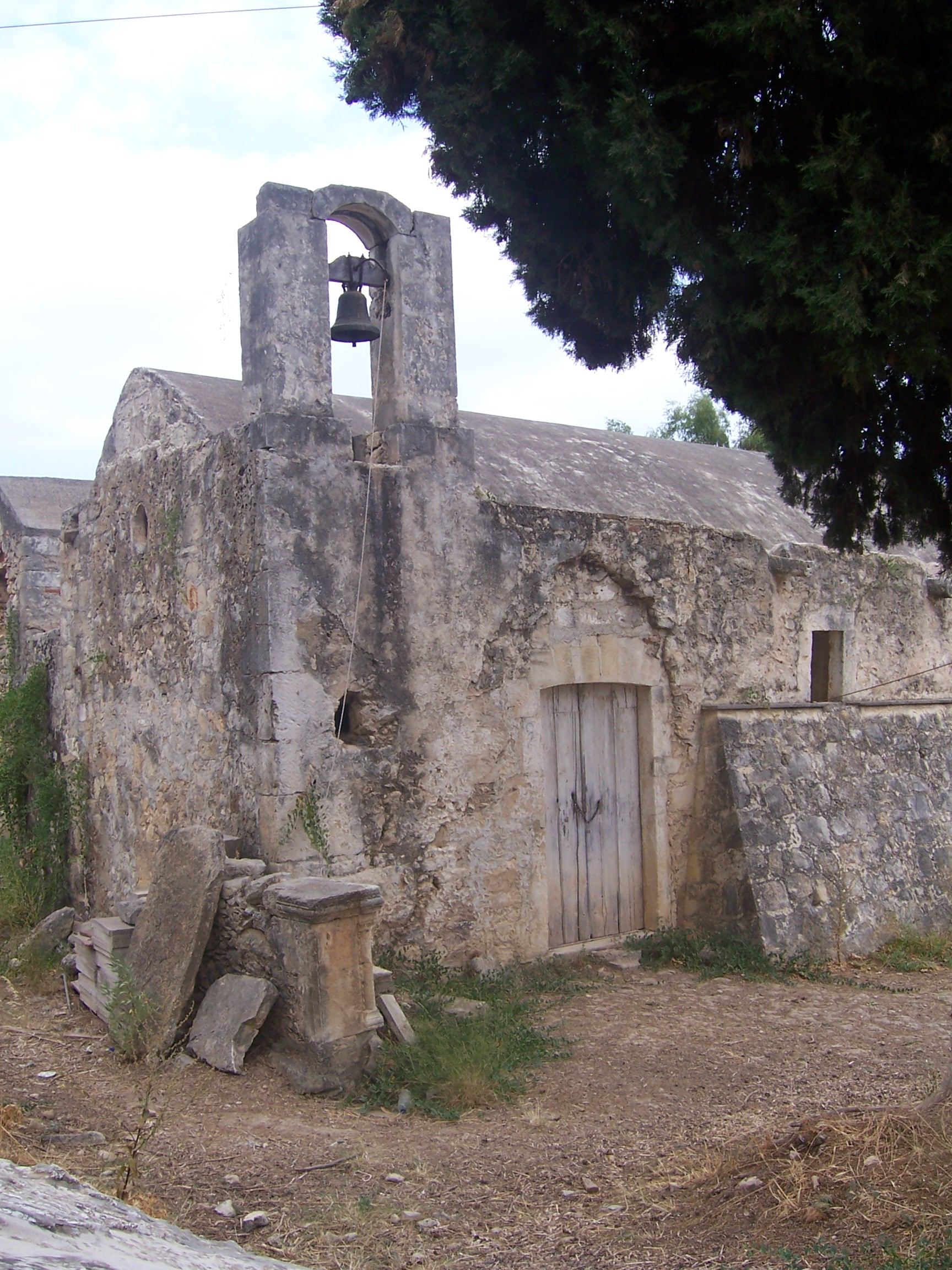
Église byzantine à Stýlos.